# Железная дорога Лхаса — Шигадзе
Железная дорога Лхаса — Шигадзе, сокращённо железная дорога Лажи́ (кит. трад. 拉日鐵路, упр. 拉日铁路, пиньинь Lārì Tiělù; тиб. ལྷ་གཞིས་ལྕགས་ལམ་, Вайли lha gzhis lcags lam) — высокогорная железная дорога, соединяющая тибетские города Лхаса и Шигадзе. Дорога проходит на высотах от 3600 до 4000 м, в значительной мере следуя вдоль реки Ярлунг-Цангпо. Эта дорога является продолжением Цинхай-Тибетской железной дороги, соединяющей Тибет с основным Китаем.

## Описание дороги
Железная дорога преодолевает расстояние 253 километра. Строительство дороги началось в сентябре 2010 года и завершилось в июле 2014 года. Открытие дороги состоялось 16 августа 2014 года. Железная дорога включает в себя 14 станций. Бюджет проекта составляет 13,3 миллиарда юаней.
Первый участок дороги — вдоль реки Лхаса, потом дорога переходит на правый берег и в Чюшю входит в долину реки Ярлунг-Цангпо, по которой следует значительную часть пути. После Ньемо на особо трудном участке дорога три раза пересекает реку, используя большие мосты и туннели. В Ринбунге дорога переходит окончательно на южный берег реки и на последнем, небольшом участке пути, сворачивает на юго-запад к Шигадзе.
Движение по дороге будет ограничено скоростью 120 км/час по причине сложной высокогорной местности. Дорога проходит через 26 туннелей (длина двух самых больших превышает 10 км) и 116 мостов, которые практически занимают половину всего пути. Строительство 60-километрового участка вдоль ущелья реки Ярлунг-Цангпо с несколькими мостами и туннелями было сопряжено с трудностями и необходимостью сохранить ресурсы питьевой воды и горячие источники каньона. Тем не менее, железная дорога позволяет сократить путь с четырёх часов до двух, по сравнению с автомобильным транспортом.
Завершение строительства открыло широкие возможности расширения тибетской железнодорожной сети на юг в сторону Непала и Сиккима. Критики проекта обращали внимание на угрозу разрушения культурной идентичности тибетцев и массового заселения Тибета китайцами.
Открытие этой железной дороги улучшило доступность западных районов Тибета и уменьшило загрязнение среды автомобильным транспортом. Снабжение топливом и горючим в Тибете стало значительно дешевле, в перспективе это сократит потребление древесины для отопления.

## Движение пассажирских поездов
На 2018 год пассажирское движение обслуживается двумя парами поездов -
поезд Z8801 отправляется из Лхасы в 8:30, прибывает в Шигацзе в 11:25, поезд Z8803 отправляется в 15:20, прибывает в 17:59.
Обратные поезда -
поезд Z8804 отправляется из Шигацзе в 12:05, прибывает в Лхасу в 14:40, поезд Z8802 отправляется в 18:40, прибывает в 21:33.
Стоимость проезда от 40,5 юаней(CNY) за жесткое сидячее место, до 214,5 юаней за мягкое спальное.
Дорога не проходит мимо Гьянгдзе, поэтому туристам рекомендуется ехать по железной дороге только в одну сторону, а в другую сторону — пользоваться автомобильной трассой через культурно значимые места — озеро Ямдрок и Гьянгдзе.

## Станции
- Лхаса (拉萨)
- Лхаса — Южная (拉萨南)
- Байдэ (白德)
- Сежун (协荣)
- Чюшю (曲水县)
- Царбананг (茶巴拉)
- Ньемо (尼木)
- Карру (卡如)
- Ринбунг (仁布)
- Дачжука (大竹卡)
- Дэнгу (灯古)
- Цзицюн (吉琼) Бэнанг
- Кагуй (卡堆)
- Шигадзе (日喀则)